# Мезохризопиды
Мезохризопиды:38 (лат. Mesochrysopidae) — семейство вымерших насекомых из надсемейства Hemerobioidea отряда сетчатокрылых, живших в юре и первой половине мела. Известны с территории России, Китая, Испании, Казахстана, Германии, Бразилии, Мьянмы и Южной Кореи. По своему жилкованию напоминали муравьиных львов и аскалафов. По состоянию на 2021 год в составе семейства было описано 28 видов в составе 16 родов. Личинки вида Pedanoptera arachnophila, найденного в бирманском янтаре, предположительно охотились на пауков.